# Reprezentacja Czechosłowacji w rugby union mężczyzn
Reprezentacja Czechosłowacji w rugby była drużyną reprezentującą Czechosłowację w międzynarodowych turniejach. Największe jej sukcesy to zajęcie trzeciego miejsca w Pucharze Narodów w sezonie 1967/1968 i 1968/1969. Za kontynuatora czechosłowackiego rugby uważa się reprezentację Czech.